# Подоршки рејон
Подоршки рејон (рус. Поддорский район) административно-територијална је јединица другог нивоа и општински рејон у југозападном делу Новгородске области, на северозападу европског дела Руске Федерације.
Административни центар рејона је село Подорје. Према проценама националне статистичке службе Русије за 2014, на територији рејона је живело 4.365 становника или у просеку око 1,5 ст/км².

## Географија
Подоршки рејон смештен је у југозападном делу Новгородске области, на подручју где ниска и мочварна Прииљмењска низија постепено прелази ка брежуљкастом Валдајском побрђу. Обухвата територију површине 2.594,02 km² и по том параметру налази се на 8. месту међу 21 рејоном унутар области. Граничи се са Волотовским рејоном на северу, на североистоку и истоку је Староруски, док су на југоистоку и југу Марјовски и Холмски рејон. На западу је територија Псковске области.
Готово целокупна речна мрежа унутар рејона припада сливу реке Ловат, односно језера Иљмењ. Ловат протиче преко јужних делова рејона, а његова најважнија притока Полист преко северних. Значајнији водотоци су још и Порусја (десна притока Полиста) и Редја (лева притока Ловата).
На крајњем југозападу рејона је Рдејски резерват природе, заштићено подручје површине 36.922 хектара (основан 1994. године). Ово мочварно подручје које је станиште птица мочварица налази се на Рамсарској листи.

## Историја
Подоршки рејон успостављен је 1927. године на територији некадашње Подоршке парохије Староруског округа, у саставу Новгородске губерније. Након оснивања постаје другостепеном административном јединицом тадашњег Новгородског округа Лењинградске области.
У границама Новгородске области је од њеног оснивања 1944. године. Седиште рејона се једно кратко време од маја 1945. до децембра 1949. налазило у селу Перегино, да би потом поново било враћено у Подорје.
Подоршки рејон је у периоду од 1963. до 1965. био привремено расформиран, а његова територија присаједињена суседном Холмском рејону.

## Демографија и административна подела
Према подацима пописа становништва из 2010. на територији рејона је живело укупно 4.645 становника, док је према процени из 2014. ту живело 4.365 становника, или у просеку 1,5 ст/км². По броју становника Подоршки рејон се налази на убедљивом последњем месту у области.
| 1959. | 1970. | 1979. | 1989. | 2002. | 2010. | 2014.  |
| ----- | ----- | ----- | ----- | ----- | ----- | ------ |
| ---   | ---   | ---   | 6.820 | 5.610 | 4.645 | 4.365* |

Напомена: * Према процени националне статистичке службе.
На подручју рејона постоји укупно 155 насеља, а рејонска територија је подељена на 3 другостепене сеоске општине. Административни центар рејона је село Подорје.